# 정상학 (정치인)
정상학(미상 ~ )은 조선민주주의인민공화국의 정치인이다. 조선로동당 중앙위원 겸 당 중앙검사위원회 위원장이다.

## 경력
2021년 1월 개최된 조선로동당 제8차 대회에서 당 중앙위원 겸 당 중앙검사위원회 위원장으로 선출되었다. 또한 당 정치국원과 당 비서로 선출되었다.